# 래리 로스차일드
로런스 리 로스차일드(Lawrence Lee Rothschild, 1954년 3월 12일 ~ )는 래리 로스차일드(Larry Rothschild)라는 이름으로 알려져 있는 미국의 전직 메이저 리그 베이스볼의 투수이자, 현재 샌디에고 파드리스의 투수 코치이다.
1981년과 1982년 메이저 리그 베이스볼의 디트로이트 타이거스를 위하여 활약한 로스차일드는 파드리스에 추가로 신시내티 레즈, 애틀랜타 브레이브스, 플로리다 말린스, 시카고 컵스와 뉴욕 양키스의 코치를 맡았다.  1998년부터 2001년을 통하여 그는 탬파베이 데블레이스의 감독을 지냈다.

## 선수 경력
시카고의 유대인 집안에서 태어난 로스차일드는 일리노이주 플로스무어에 있는 홈우드-플로스무어 고등학교를 졸업하고, 플로리다 주립 대학교의 세미놀스 팀을 위하여 투수를 맡았다.  1975년 그는 아마추어 자유 계약 선수로서 신시내티 레즈와 계약을 맺었다.
1975년부터 1985년까지 구원 투수로서 로스차일드는 레즈, 디트로이트 타이거스, 샌디에고 파드리스와 시카고 컵스의 조직들에서 11년을 보냈다.  그는 마이너 리그에서 50개의 세이브와 함께 66 승 46 패였다.  그는 타이거스를 위하여 메이저 리그에서 7개의 경기들 (1981년 5개와 1982년 2개)에서 투구하였다.

## 코치와 감독 경력

### 초기 코치 경력
그러고나서 로스차일드는 1986년부터 1993년까지 레즈와 코치로서 일하였으며 팀의 불펜 코치로서 1990년 월드 시리즈를 우승하였다.
1995년 플로리다 말린스에 입단하기 전에 투수 강사로서 애틀랜타 브레이브스와 일하였고, 1997년까지 말린스와 머물면서 그해 또다른 월드 시리즈를 우승하였다.

### 탬파베이 데블레이스
로스차일드는 1998년의 개회 시즌에 시작된 탬파베이 데블레이스를 감독하여 3연속 패배 시즌과 2001년으로 4 승 10 패의 시작의 결과로서 자신이 해고를 당했던 그해 시즌까지 지냈다.  탬파베이에서 자신의 시간 동안 로스차일드는 205 승 294 패의 기록을 수집하였다.  그는 2001년의 나머지를 말린스와 상담 고문으로 보내고 2002년 시카고 컵스의 투수 코치로 기용되었다.

### 뉴욕 양키스
2011년 시즌에 대비하여 로스차일드는 데이브 아일랜드가 해고를 당한 후, 뉴욕 양키스와 3년 계약을 맺었다.  로스차일드의 재직 아래 양키스의 투수는 3.73 (2011년), 3.84 (2012년), 3.94 (2013년), 3.75 (2014년)와 4.05 (2015년)의 평균자책점을 기록하였다.
2013년 10월 17일 로스차일드는 양키스와 남아있는 데 1년 계약을 맺었다.  그의 계약은 2016년 시즌을 통하여 다시 시작되었다.  그해 10월 7일 2017년 시즌을 통하여 양키스와 남아있는 데 1년 계약을 맺은 로스차일드 아래 출발 선수 루이스 세베리노는 2.98의 평균자책점과 함께 14 승 6 패의 기록과 끝내면서 리그에서 4위를 하였다.
2017년 시즌 동안 양키스는 로스차일드와 재시합실 임원들 사이에 전화 대화가 있던 후 벌금을 물었다.
그해 11월 14일 2018년 시즌을 위하여 남아있는 데 그는 1년 계약을 맺었다.
2019년 10월 28일 양키스는 로스차일드를 해고시켰다.

### 샌디에고 파드리스
2019년 11월 8일 로스차일드는 샌디에고 파드리스의 투수 코치로 기용되었다.